# Sodingen
Sodingen  is een voormalige gemeente en deel van de Duitse stad Herne. Ten zuiden van Sodingen ligt het recreatiegebied Gysenberg.
Het gelijknamige Stadtbezirk Sodingen, bestaande uit Sodingen, Börnig, Holthausen en Horsthausen telt 36.484 inwoners (2007).

## Bezienswaardig
- De Sodinger Kirche dateert uit november 1904.
- Mont-Cenis, een bedrijfsverzamelgebouw van hout en glas waarin onder meer een stadskantoor is gevestigd.

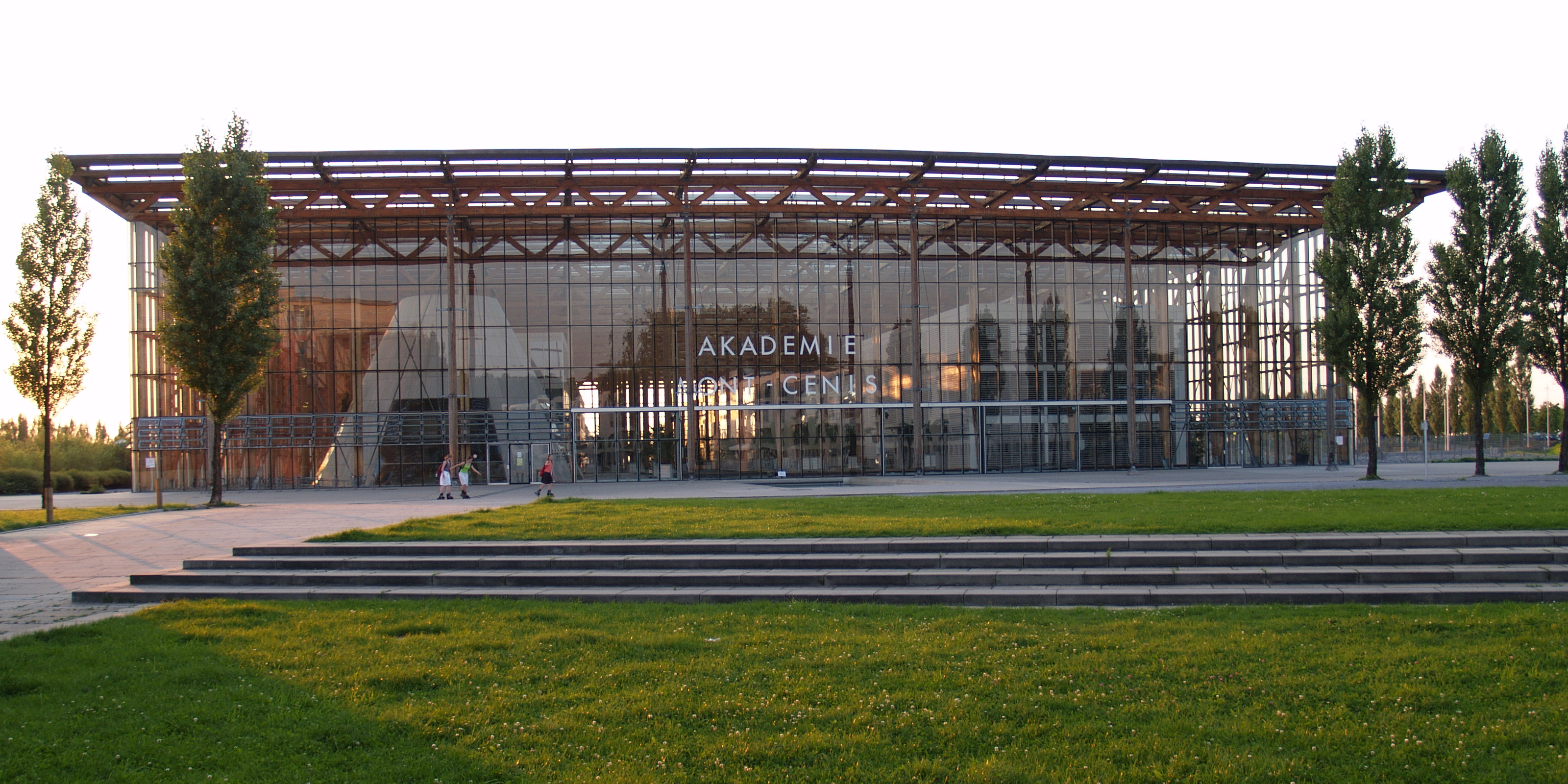
Mont-Cenis

## Foto's

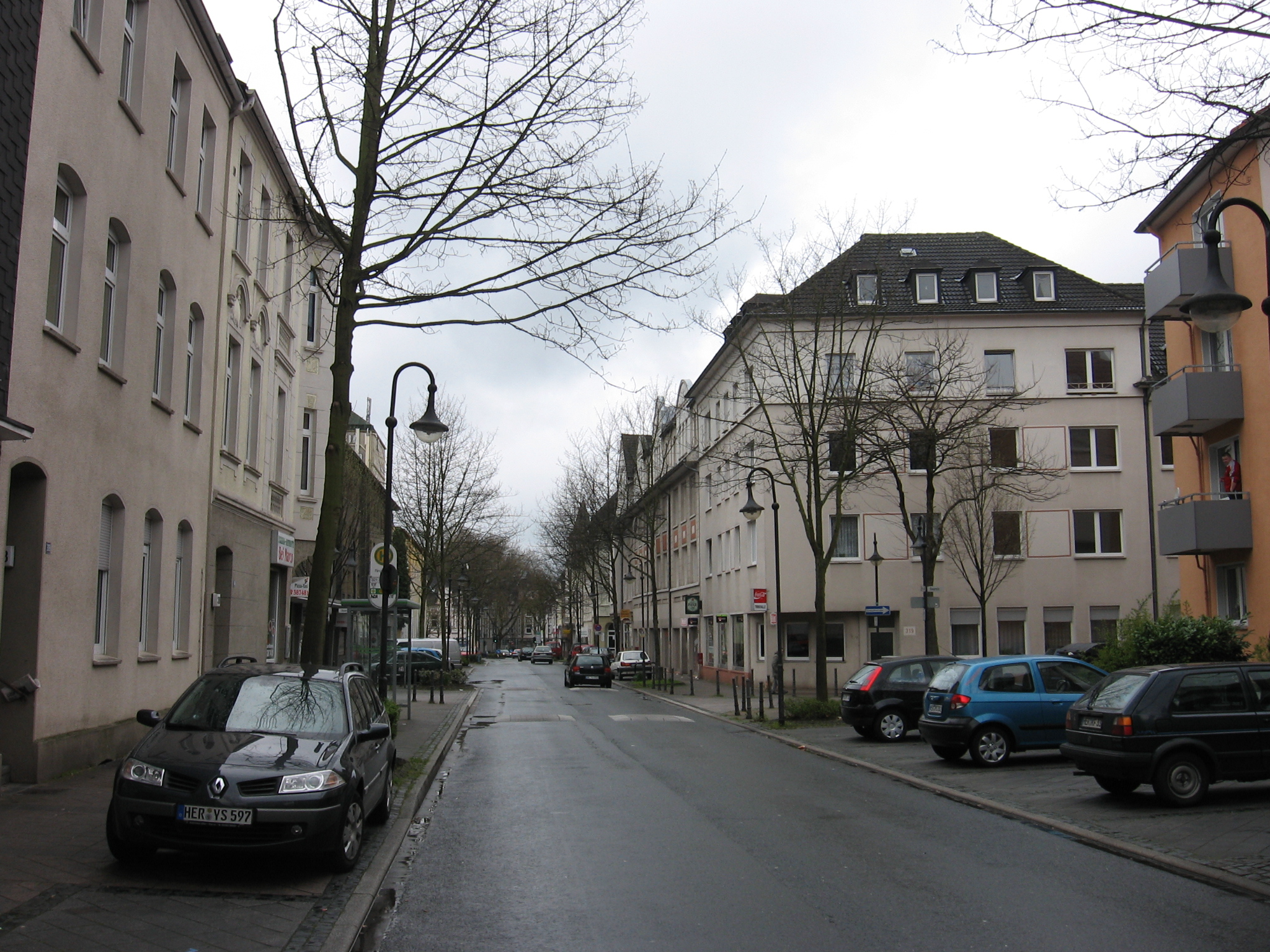
Straat in Sodingen

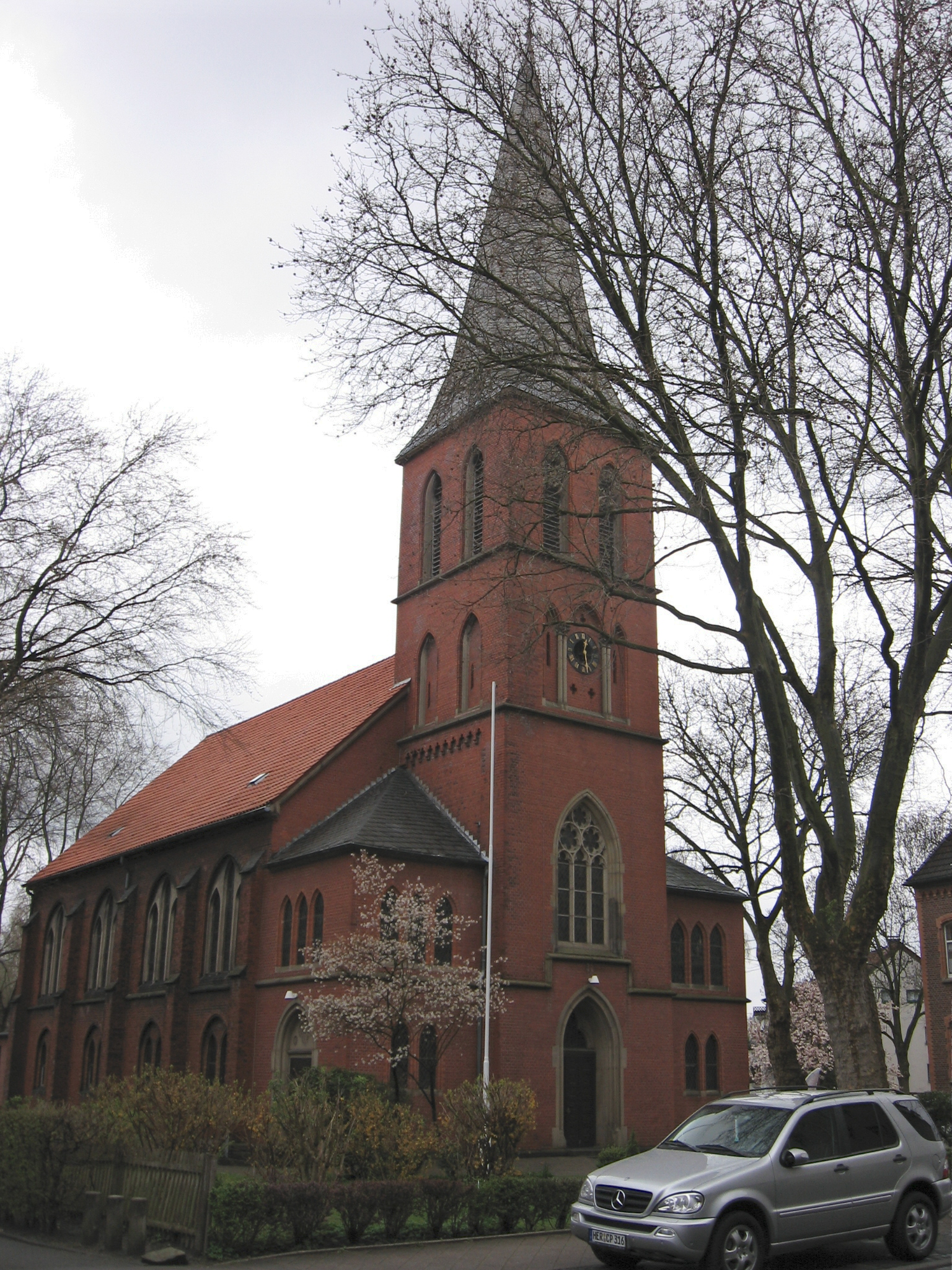
Kerk

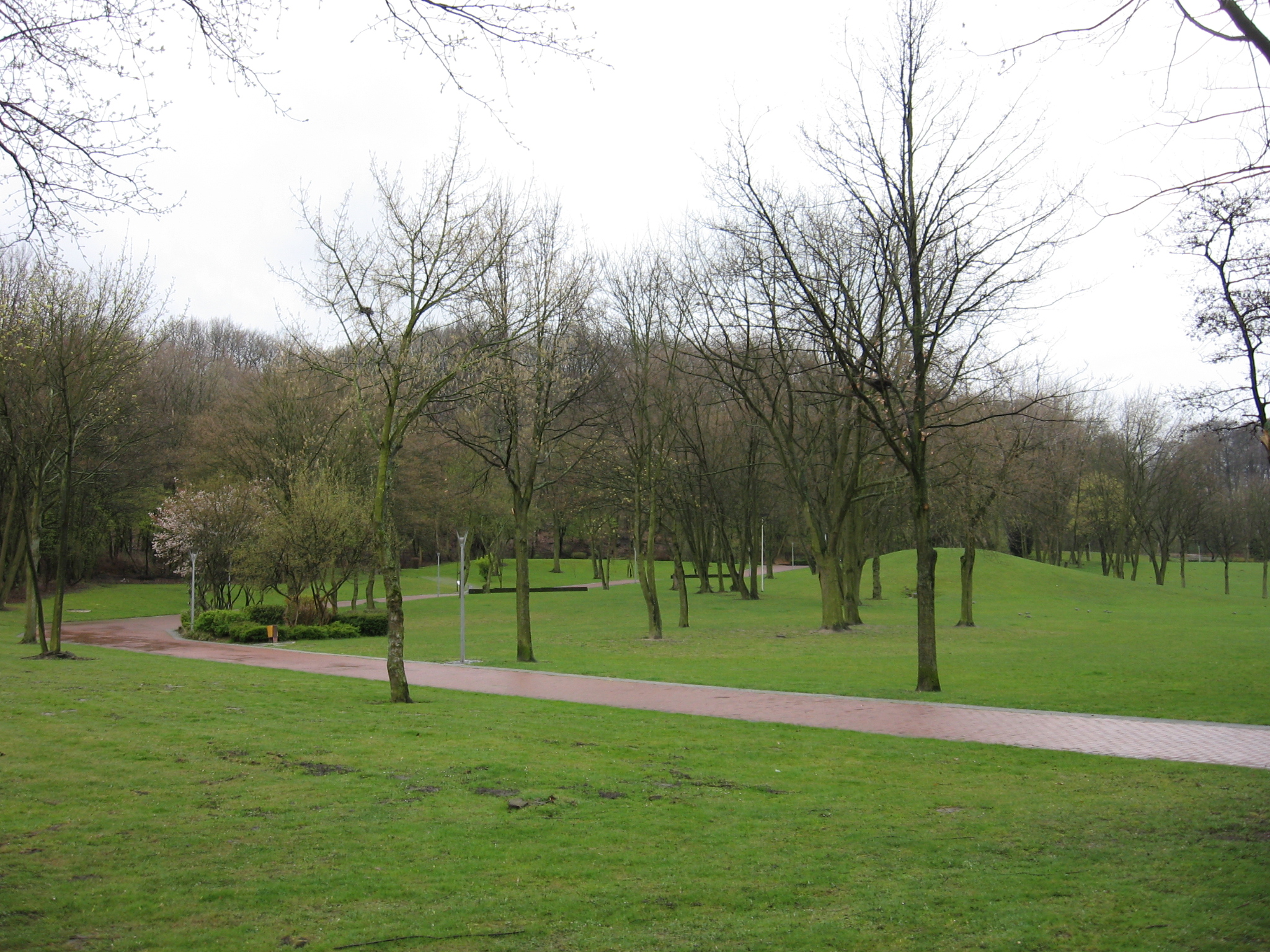
Gysenberg